# 白い家の少女
『白い家の少女』（The Little Girl Who Lives Down the Lane）は、1976年に公開されたカナダとフランスとアメリカ合衆国との合作によるミステリー・サスペンス映画。
主演はジョディ・フォスター。1974年に出版されたレアード・コーニッグの同名小説の映画化。

## ストーリー
鉛色の空。冷たく打ち寄せる大西洋の波。ニューイングランドはウエルズ・ハーパーという小さな村。冬の海を見おろす人里離れた丘に、白い家がポツンと一軒。美しいブロンドの少女リンが住んでいた。
今夜は万聖祭の宵祭。ハロウィンのしきたりどおり、仮面を被ったフランクがリンの家を訪れた。「君一人？」。「ママは死んだわ。パパは書斎で仕事中よ」と冷たく答えるリン。テーブルには、13本のローソクを立てたバースデーケーキが置いてあった。別の日、銀行に行ったリンは大金を引き出す。不審の目の銀行員。
ある朝、ハレット夫人がリンの家にやって来る。夫人はこの家の家主だった。家の中をうろうろする彼女に、リンはおこった。「ここは私の家よ」。
出かけた帰りに声をかけた青年がいた。フランクだ。彼はハレット夫人の息子だった。その時、パトカーに乗った警官ミリオリティが声をかけ、リンを家まで送ってくれた。「パパはどこ？」。「仕事中よ。パパは有名な詩人なの」と言って、父の詩集をミリオリティに見せるリン。
そして、ハレット夫人が再びリンを訪れた。紅茶をすすめるリン、地下室の倉庫へ行こうとする夫人は何かに驚き、地下室の扉に頭を強く打ち死んでしまう。車と傘を残した夫人。証拠を消すため車を処理しようとしたリンにマリオという少年が声をかけた。彼はその車の持ち主を知っていた。親しくなる2人。リンは秘密を彼に打ち明けた。父と共にイギリスからやって来たこと、父は死期を知り自殺してしまったこと。離婚した母がやって来て、昔のようにヒステリックになったら、ある薬（毒薬）を飲ませるように遺言を残して……。
ハレット夫人が地下室で見たのは、その母の死体だったのだ。マリオはリンに同情し、2人は雨の降る夜、母と夫人の死体を庭に埋めた。そして、2人の間には愛が芽生えはじめる。だが、マリオは雨のために肺炎にかかり入院してしまう。やがて、母の行方不明に不審を抱いたフランクが、リンを訪れた。「地下室でお袋のヘアピンを見つけた」とリンに詰め寄るフランク。リンはあの薬を入れた紅茶を彼に差し出す。「マリオはやがて死ぬ。友達になろう」と言いつつ咳き込むフランク。顔は苦痛で歪んでいった。そして、冷たい目でそれを見つめるリン。ショパンのピアノ協奏曲第1番が静かに流れていた。

## キャスト
| 役名               | 俳優                 | 日本語吹替                     |
| 役名               | 俳優                 | テレビ朝日版                   |
| ------------------ | -------------------- | ------------------------------ |
| リン・ジェイコブス | ジョディ・フォスター | 仙道敦子                       |
| フランク・ハレット | マーティン・シーン   | 真夏竜                         |
| マリオ・ポデスタ   | スコット・ジャコビー | 水島裕                         |
| ハレット夫人       | アレクシス・スミス   | 北村昌子                       |
| ロン・ミリオリティ | モルト・シューマン   | 小林修                         |
| 不明 その他        |                      | 牧章子 島木綿子 市川千恵子     |
|                    |                      |                                |
| 演出               | 演出                 | 春日正伸                       |
| 翻訳               | 翻訳                 | 宇津木道子                     |
| 効果               | 効果                 | 赤塚不二夫                     |
| 調整               | 調整                 | 山田太平                       |
| 制作               | 制作                 | 日米通信社                     |
| 解説               | 解説                 | 淀川長治                       |
| 初回放送           | 初回放送             | 1985年6月23日 『日曜洋画劇場』 |

## 逸話
終盤にリンのヌードシーンがあるが、演じているのはジョディの実姉である。

## 賞歴
- 1977年度第5回サターンホラー映画賞受賞

## 原作
- レアード・コーニク『白い家の少女』加島祥造訳 新潮社 1977